# فيرجينيا لانيير
فيرجينيا لانيير (بالإنجليزية: Virginia Lanier)‏ (28 أكتوبر 1930، مقاطعة ماديسون في الولايات المتحدة - 27 أكتوبر 2003، فارغو في الولايات المتحدة)؛ روائية أمريكية.